# Artaksiadi
Artaksiadi ali Ardaksiadi (armensko Արտաշեսյան արքայատոհմ) je bila vladarska rodbina, ki je vladala kraljestvu Armenije od 189 pr. n. št. do rimskega strmoglavljenja oblasti leta 12. Njihovi glavni sovražniki so bili Rimljani, Selevkidi in Parti, proti katerim so morali Armenci voditi več vojn.

## Zgodovinsko ozadje
Po besedah geografa Strabona sta bila Artaksij in Zariader dva satrapa Selevkidskega cesarstva, ki sta vladala pokrajini Velika Armenija in Sofene. Po porazu Selevkidov v bitki pri Magneziji leta 190 pred našim štetjem so se uprli in razglasili neodvisnost, tako da je Artaksij leta 188 postal prvi kralj rodbine Artaksiadov.
Učenjaki verjamejo, da Artaksij in Zariader nista bila tuja generala, ampak lokalne osebnosti, povezane s prejšnjo rodbino Orontidov, kot bi nakazovala njihova iransko-armenska (in ne grška) imena. Po besedah Nine Garsojan / Encyclopeedia Iranica so bili Artaksiadi veje prejšnje dinastije iranskega porekla Orontidov (Eruandid), ki je bila potrjena v Armeniji vsaj iz 5. stoletja pred našim štetjem.

## Utrditev armenskih dežel pod Artaksiadi
Artaksij velja za enega najpomembnejših kraljev v armenski zgodovini. Predstavil se je kot zakoniti potomec Orontidov, čeprav ni znano ali je bil v resnici povezan s to rodbino. V začetku njegove vladavine so deli armenskega višavja z armensko govorečim prebivalstvom ostali pod vlado sosednjih držav. Artaksij je ponovno združil te dežele pod svojo oblast. Grški geograf in zgodovinar Strabon pripoveduje o osvajanjih Artaksiadov proti zahodu, vzhodu, severu in jugu ter navaja, da je prebivalstvo teh ozemelj govorilo armensko. Strabon, Geografija, knjiga 11, poglavje 14:
Po poročanju sta Armenijo, čeprav majhno državo v prejšnjih časih, povečala Artaksij in Zariader, ki sta bila prej generala Antioha Velikega, kasneje pa po njegovem porazu kraljevala kot kralja (prej kot kralja Sofena, Acisene , Odomantisa in nekaterih drugih držav ter pozneje kot kralj države okrog Artaksata) in skupaj povečala svoja kraljestva tako, da sta odrezala zase dele okoliških narodov, - mislim tako, da sta odrezala Caspiane in Faunitis in Basoropedo od Medes in dežele vzdolž gorovja Parjadres, Čorsene in Gogarene, ki je nazadnje na skrajni strani reke Cyrus, od Iberijcev ter Carenitov in Kserksenov, ki mejijo na Malo Armenijo ali pa so del nje, od Čalibovcev in Mosjnoecev in Acilisenov in dežela okrog Antitaurusa od Katalonijcev in Taronitov od Sircev; zato vsi govorijo isti jezik.
Po besedah Strabona in Plutarha je Artaksij ustanovil armensko prestolnico Artaksat s pomočjo kartažanskega generala Hanibala, ki so ga na Artaksijevem dvoru zaščitili pred Rimljani. Prebivalstvo prejšnje orontidske prestolnice Ervandašat je bilo preseljeno v Artaksata. Na območju sodobne Armenije je bilo od časa vladanja Artaksija odkritih preko ducat kamnitih mejnih označevalcev z aramejskimi napisi; pred njihovim odkritjem je obstoj teh kamnov potrdil Mojzes iz Korene. V teh napisih Artaksij trdi, da izhaja iz rodbine Orontidov: kralj Artaksij, sin Orontida Zariadra.

## Helenistični vplivi
Na Veliko Armenijo je imelo velik vpliv osvajanje Aleksandra Velikega, ko je v 3. stoletju pod vplivom Orontidov na državo začel vplivati helenistični svet, ta proces pa je dosegel svoj vrhunec zlasti pod artaksiadskim kraljem Tigranom Velikim. V tem času so armenski vladarji prevzeli številne grške elemente. To kažejo sodobni armenski kovanci (ki so se prvič pojavili pod Orontidi). Sledili so grškim modelom in imeli napise v grškem jeziku. Nekateri kovanci opisujejo armenske kralje kot "Filhelenes" ('ljubitelji grške kulture'). Znanje grščine v Armeniji dokazujejo tudi preživeli pergamenti in skalni napisi. Kleopatra, žena Tigrana Velikega, je na armenski dvor povabila Grke, kot sta retorik Amfikrat in zgodovinar Metrodorus Scepsis in - po Plutarhu - ko je rimski general Lucul zasegel armensko prestolnico Tigranocerta, je našel skupine grških igralcev, ki so prišli, da bi igrali predstave za Tigrana . Tigranov naslednik Artavasd II. je grške tragedije celo sam sestavil. Kljub temu je armenska kultura še vedno ohranila močan iranski element, zlasti v verskih zadevah.

## Religija
Kot navaja profesor James R. Russell; »Povsem naravno je bilo, da bi se monarhi Artaksiadi razglasili za filhelene, vendar ne smemo misliti, da so njihova verska prepričanja prenehala biti takšna, kot so bila stara: neomajna zoroastrska«. Profesor David Marshall Lang dodaja, da so helenistična religija in panteon klasičnih božanstev nedvomno postali priljubljeni med višjimi sloji v poznejšem obdobju Artaksiadov.

## Armenski imperij
V času vladavine Tigrana Velikega (95–55 pr. n. št.) je bilo armensko kraljestvo na vrhuncu svoje moči in je na kratko postalo najmočnejša država na vzhodu Rima. Artaksij in njegovi privrženci so že zgradili bazo, na kateri je Tigran zgradil svoj imperij. Kljub temu dejstvu je bilo armensko ozemlje, ki je bilo gorato območje, so ga upravljali nahararji (armensko plemstvo), ki so bili v veliki meri avtonomni od osrednje oblasti. Tigran jih je poenotil, da bi ustvarili notranjo varnost v kraljestvu. Meje Armenije so se raztezale od Kaspijskega jezera do Sredozemskega morja. Armenci so v tistem času postali tako ekspanzivni, da so morali Rimljani in Parti združiti moči, da bi jih premagali. Tigran je v svoji deželi našel bolj osrednje glavno mesto in ga poimenoval Tigranocerta ali Tigranakert. Mogoče je bil blizu današnjega Silvana ali v bližini Arzana (Arzn, v armenski provinci Arzanene ali Aghdznik), vzhodno od Diyarbakırja, Turčija.
Velika ozemlja so bila odvzeta Partom, ki so bili prisiljeni podpisati pogodbo o prijateljstvu s Tigranom. Iberija, Albanija in Atropatena so prav tako izgubile ozemlja, preostanek njihovih kraljestev pa je postal vazalna država. Grki znotraj Selevkidskega cesarstva so Tigranu leta 83 ponudili selevkidsko krono, po kateri je armenski imperij segel daleč na jug so sodobne Acre v Izraelu, kar je povzročilo spopad s Hasmonejci.

## Nazadovanje
Rimska vpletenost v Mali Aziji je Tigranov imperij končala. Tigran se je zavezal z rimskim velikim sovražnikom Mitridatom Velikim, kraljem Ponta, med tretjo mitridatsko vojno, leta 69 pr. n. št., pa je rimska vojska, ki jo je vodil Lukul, napadla armenski imperij in preusmerila Tigrana izven Tigranocerta. Leta 66 je Lukulov naslednik Pompej končno prisilil Tigrana k predaji. Pompej je Armenijo zmanjšal na nekdanje meje, vendar je Tigranu dovolil, da obdrži prestol kot zaveznik Rima. Armenija je od zdaj postala varovalna država med obema konkurenčenima imperijema Rimljanov in Partov.
Tigranov dedič Artavasd II. je ohranil zavezništvo z Rimom, dajal je koristen nasvet rimskemu generalu Marku Liciniju Krasu o njegovem pohodu proti Partom - nasveti, ki jih ni upošteval in so privedli do Krasovega katastrofalnega poraza v bitki pri Kari. Ko je Mark Antonij postal vladar vzhodnih rimskih provinc, je začel sumiti v Artavasdovo zvestobo, ko se je poročil s sestro dediča partskega prestola. Antonij je leta 35 napadel Armenijo in poslal Artavasda v ujetništvo v Egipt, kjer so ga pozneje usmrtili. Na armenski prestol je namestil svojega šestletnega Kleopatrinega sina Aleksandra Heliosa. Artavasdov sin Artaksij II. je pridobil pomoč Partov, dobil prestol nazaj in pokončal rimske garnizone v Armeniji, a so ga po desetih letih vladanja umorili. Kraljestvo je zapadlo v državljansko vojno med prorimsko in propartsko stranko, dokler ni pod cesarjem Avgustom odločilno postalo rimski protektorat. Rodbina Artaksiadov je bila v kaosu in minilo je precej časa, preden se je rodbina Arsakidov postavila kot njihova nesporna naslednica.

## Artaksiadi – kralji Armenije
(Opomba: Nekateri datumi so približni ali dvomljivi).
- Artaksij I. (190–159 pr. n. št.)
- Tigran I. (159–123 pr. n. št.)
- Artavazd I. (123–95 pr. n. št.)
- Tigran Veliki (Tigran II., 95–55 pr. n. št.)
- Artavazd II. (55–34 pr. n. št.)
- Artaksij II. (33-20 pr. n. št.)
- Tigran III. (20 pr. n. št.–10 n. št.)
- Tigran. IV. z Erato (10–2 pr. n. št.)
- Ariobarzani (2 pr. n. št.–4 n. št.)
- Artavazd III. (4–6 n. št.)
- Tigran V. z Erato (6–12 n. št.)

### Primarni viri
- Lucij Ampelij, Liber Memoralis
- Apijan, Roman History, "Syrian War" and "Mithridatic War"
- Kasij Dion, Roman History
- Favst Bizantinski, History of the Armenians
- Movses Khorenatsi, History of the Armenians
- Plutarh, Parallel Lives, "Antoninus Pius", "Crassus" and "Lucullus"
- Strabon, Geography
- Tacit, Annals

### Drugi viri
- Hovannisian, Richard G. (2004). The Armenian People From Ancient to Modern Times: Vol. I: The Dynastic Periods: From Antiquity to the Fourteenth Century. Palgrave Macmillan. p. 372 pages. ISBN 1-4039-6421-1.
- Grousset, René (1995) [1947]. Histoire de l'Arménie des origines à 1071 (in French). Payot. p. 644 pages. ISBN 2-228-88912-1.
- Chaumont, Marie-Louise (1976). L'Arménie entre Rome et l'Iran : I de l'avènement d'Auguste à l'avènement de Dioclétien, II, 9.1 (in French). Aufstieg und Niedergang der römischen Welt.